# Euglossa purpurea
Euglossa purpurea är en biart som beskrevs av Heinrich Friese 1899. Euglossa purpurea ingår i släktet Euglossa, tribus orkidébin, och familjen långtungebin. Inga underarter finns listade.